# Liste der Bodendenkmale in Rodewisch
In der Liste der Bodendenkmale in Rodewisch sind die Bodendenkmale der Stadt Rodewisch und ihrer Ortsteile nach dem Stand der Auflistung von Volkmar Geupel aus dem Jahr 1983 aufgelistet. Eventuelle Änderungen und Ergänzungen, insbesondere aus der Zeit nach der Wende, sind nicht berücksichtigt, da für Sachsen aktuell keine neueren allgemein zugänglichen Bodendenkmallisten vorliegen. Die Baudenkmale sind in der Liste der Kulturdenkmale in Rodewisch aufgeführt.
| Denkmal-ID | Fundart            | Ortsteil                 | Bezeichnung                                                      | Zeitstellung | Lage                                             | Bemerkungen | Bild |
| ---------- | ------------------ | ------------------------ | ---------------------------------------------------------------- | ------------ | ------------------------------------------------ | --- | ---- |
| ?          | Befestigung > Burg | Rodewisch (Obergöltzsch) | Wasserburg „Festes Hus“, „Rittersitz“, „Wallgraben“, „Wallteich“ | Mittelalter  | südlicher Ortsausgang von Rodewisch, Göltzschaue | Niederungsburg mit befestigtem Hof, Graben im Süden und Westen, Teich im Norden und Osten, Schutz seit 15. März 1957                       |      |
| ?          | Befestigung > Burg | Röthenbach               | Wasserburg                                                       | Mittelalter  | südlicher Ortsteil, zwischen Dorfstraße und Bach | Niederungsburg, teilweise überbaut, umlaufender Graben im Osten vollständig und im Westen weitgehend eingeebnet, Schutz seit 15. März 1957 |      |